# Ruagea
Ruagea là chi thực vật thuộc Họ Xoan. Chi chứa các loài sau (danh sách có thể không đầy đủ):
- Ruagea membranacea, W. Palacios
- Ruagea microphylla, W. Palacios
- Ruagea ovalis, (Rusby) Harms
- Ruagea glabra Triana & Planch.
- Ruagea hirsuta (C.DC.) Harms
- Ruagea insignis (C.DC.) T.D.Penn.
- Ruagea pubescens G.K.W. H.Karst.[1]